# 新井真一
新井 真一（あらい しんいち、1914年8月23日 - 2012年1月9日）は日本の官僚、実業家。
大阪府堺市生まれ。日本万国博覧会協会の初代常任理事事務総長だったことで知られる。

## 経歴
- 1940年 東京帝国大学法学部 卒業
- 1940年 商工省に入省
- 1956年 通商産業省重工業局自動車車輌課長
- 1957年 自動車課長
- 1958年 通商局振興部デザイン課長
- 1959年 大阪府商工部長
- 1963年 通産省石炭局長
- 1964年 繊維局長
- 1965年 日本万国博覧会協会常任理事事務総長
- 1967年 中小企業金融公庫理事
- 1970年 中小企業金融公庫副総裁
- 1975年 大阪中小企業投資育成社長
- 1979年 大阪繊維取引所理事長
- 1984年 国際デザイン交流協会理事長
- 1986年 大阪商工会議所副会頭
- 1990年 勲二等瑞宝章受章、国井喜太郎産業工芸賞受賞（「我が国のデザイン振興活動における永年にわたる貢献」に対して）
- 1992年 デザイン功労者表彰